# Youssouf Saleh Abbas
 (novembre 2024).
Youssouf Saleh Abbas, né en 1953 à Abéché (Ouaddaï), est un homme politique tchadien. Il est Premier ministre du 15 avril 2008 au 5 mars 2010.

## Biographie
Youssouf Saleh Abbas est directeur de cabinet du président Goukouni Oueddei dans les années 1980. Il est premier vice-président de la Conférence nationale souveraine de 1993.

## Carrière politique
Abbas est né à Abéché dans la région du Ouaddaï, à l'est du Tchad.